# ميلوس بانتوفيتش
ميلوس بانتوفيتش (مواليد 7 يوليو 1996) هو لاعب كرة قدم صربي يلعب في مركز المهاجم في نادي يونيون برلين.

## روابط خارجية
- ميلوس بانتوفيتش على موقع الاتحاد الأوربي (الإنجليزية)
- ميلوس بانتوفيتش على موقع إي إس بي إن إف سي (الإنجليزية)
- ميلوس بانتوفيتش على موقع قاعدة بيانات كرة القدم.إي يو (الإنجليزية)
- ميلوس بانتوفيتش على موقع Soccerbase.com (لاعب) (الإنجليزية)
- ميلوس بانتوفيتش على موقع Soccerway.com (الإنجليزية)
- ميلوس بانتوفيتش على موقع عالم كرة القدم.نت (الإنجليزية)
- ميلوس بانتوفيتش على موقع AS.com (الإسبانية)